# Piloprepes anassa
Piloprepes anassa là một loài bướm đêm thuộc họ Oecophoridae. Chúng sinh sống ở đông nam lục địa Úc.
Sải cánh khoảng 20 mm.

## Hình ảnh

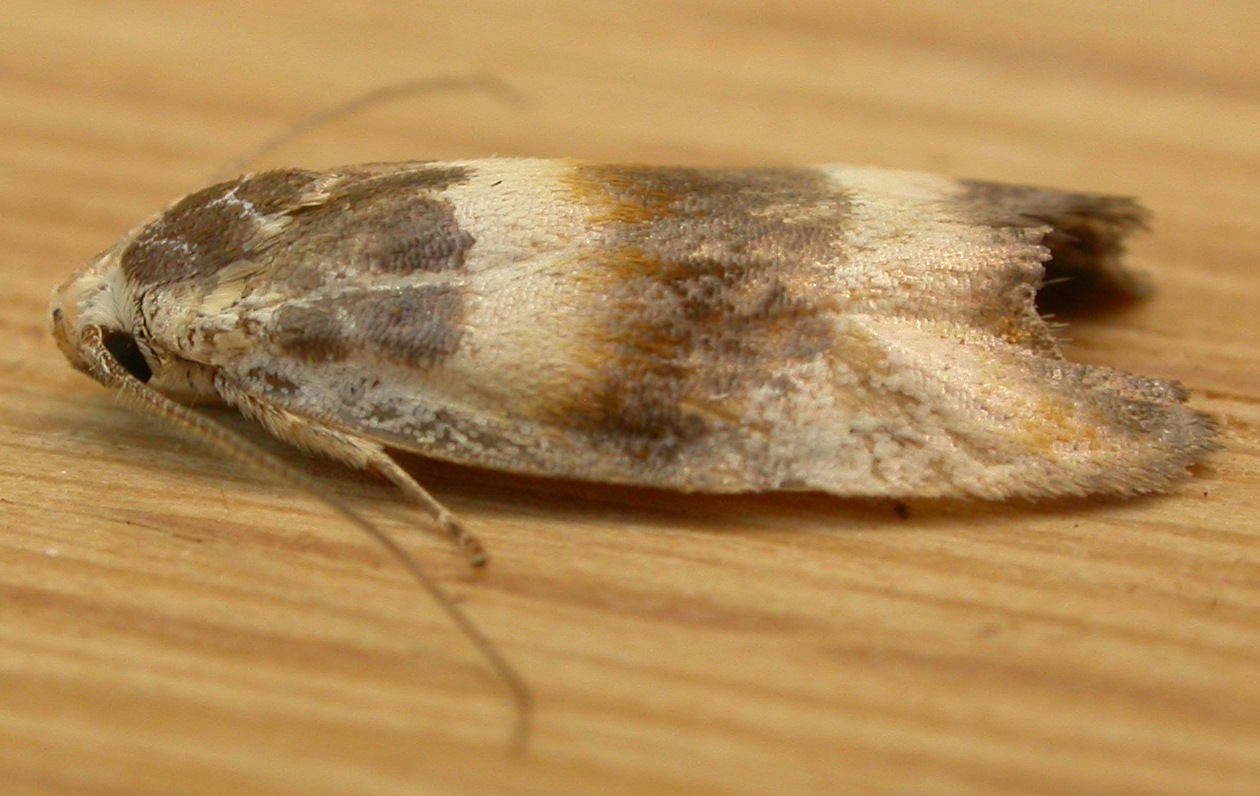